# Проспект Братьев Коростелёвых
 Проспе́кт Бра́тьев Коростелëвых — магистраль в Оренбурге. Проспект застроен в основном частными одноэтажными жилыми домами, здесь находятся заводы «Гидропресс», шпалопропиточный и кирпичный заводы, Ремпутьмаш.

## История
Название дано в честь революционеров Александра и Георгия Коростелёвых. Коростелёвы Александр Алексеевич (1887—1939) и Георгий Алексеевич (1885—1932) — революционеры, герои гражданской войны, видные партийные и советские работники Оренбургской губернии.

## Расположение
Проспект Братьев Коростелëвых начинается с путепровода через железную дорогу Оренбург — Уфа и тянется в северо-западном направлении на 3 км. (до моста через реку Сакмара). Непосредственно примыкает к району Берды.
Проспект является первой улицей, которые видят в Оренбурге въезжающие со стороны Самары по трассе Р224.
После прохождения через путепровод железной дороги Оренбург — Уфа меняет название на улицу Цвиллинга. Общая длина проспекта около 3 км.

## Примечательные здания и сооружения
- Музей Оренбургского казачества, пр. Братьев Коростелëвых, 1
- Хлебокомбинат, пр. Братьев Коростелëвых, 24а
- Оренбургский техникум железнодорожного транспорта, пр. Братьев Коростелëвых, 28/1
- завод Гидропресс, пр. Братьев Коростелëвых, 52
- Администрация Промышленного района, пр. Братьев Коростелëвых, 141
- Казачий славянский базар, пр. Братьев Коростелевых, 1